# Гашпар, Тамаш
Тамаш Гашпар (венг. Gáspár Tamás, род. 19 июля 1960) — венгерский борец греко-римского стиля, чемпион мира и Европы.

## Биография
Родился в 1960 году в Будапеште. В 1979 году занял 4-е место на чемпионате Европы. В 1980 году принял участие в Олимпийских играх в Москве, но занял там лишь 9-е место. В 1981 году завоевал серебряную медаль чемпионата мира, но на чемпионате Европы занял лишь 8-е место. На чемпионате Европы 1982 года занял 5-е место. В 1983 году стал серебряным призёром чемпионата Европы. В 1984 году стал чемпионом Европы. В 1985 году стал серебряным призёром чемпионата мира. В 1986 году стал чемпионом мира. В 1988 году принял участие в Олимпийских играх в Сеуле, но занял там лишь 8-е место.